# China General Nuclear Power Group
China General Nuclear Power Group или China General Nuclear Power Corporation (CGN) — вторая по величине китайская компания, работающая в сфере атомной энергетики (после China National Nuclear Corporation), входит в сотню крупнейших компаний страны. Также в сферу деятельности CGN входят гидроэнергетика, ветряная и солнечная энергетика, электросети, добыча урана, производство ядерного топлива, строительство энергетических объектов, коммунальные и финансовые услуги, операции с недвижимостью. Контрольный пакет акций принадлежит государству через SASAC, оставшиеся 10 % — инвестиционной компании Hengjian Holding, подчинённой правительству провинции Гуандун.
Главным активом группы является основанная в 2014 году компания CGN Power Company Limited, акции которой котируются на Гонконгской фондовой бирже. Компания специализируется на производстве и сбыте электроэнергии, строительстве, эксплуатации и управлении энергетическими объектами, производстве ядерного топлива. По состоянию на 2019 год выручка CGN Power Company Limited составляла 7,6 млрд долл., прибыль — 1,3 млрд долл., активы — 54,9 млрд долл., рыночная стоимость — 12,6 млрд долл., в компании работало 18,6 тыс. сотрудников.

## История
В декабре 1978 года Дэн Сяопин заявил, что Китай достиг соглашения о покупке французских технологий постройки АЭС, а именно реакторов CP0, CP1 и СP2. В 1979 году начались подготовительные работы на АЭС Даявань в городе Шэньчжэнь, в 1987 году началось строительство станции. В 1994 году была основана компания China Guangdong Nuclear Power Group и запущена в эксплуатацию АЭС Даявань.
В 1997 году рядом с АЭС Даявань началось строительство АЭС Линьао, в 2002 году началась эксплуатация этой станции. В 2004 году дочерняя компания CGN New Energy Holdings вышла на Гонконгскую фондовую биржу. В 2006 году была основана дочерняя компания CGN Uranium Resources, которая занимается добычей и обогащением урана, производством ядерного топлива и утилизацией ядерных отходов. Кроме того, в 2006 году CGN подписала соглашение с Électricité de France о совместном строительстве АЭС.
В 2007 году началось строительство АЭС Хунъяньхэ, затем — АЭС Ниндэ, АЭС Янцзян, АЭС Тайшань и АЭС Фанчэнган. В апреле 2009 года China Guangdong Nuclear Power Group и Казатомпром создали в Казахстане совместное предприятие Semizbai-U по добыче урана. В декабре 2009 года началась эксплуатация китайско-французской АЭС Тайшань. В 2010 году CGN Uranium Resources подписала контракт на добычу урана в Навоийской области Узбекистана.
В 2012 году компании CGN Wind Power и Jinfeng Technology приобрели долю в крупном ветроэнергетическом проекте в Австралии. В том же 2012 году CGN начала строить в Намибии крупный урановый рудник Хусаб и ввела в эксплуатацию АЭС Ниндэ. В 2013 году заработали АЭС Хуняньхэ и АЭС Янцзян; CGN подписала контракт на достройку двух блоков на румынской АЭС Чернаводэ. В том же 2013 году China Guangdong Nuclear Power Group была переименована в China General Nuclear Power Group (China General Nuclear Power Corporation). В августе 2014 года CGN и China National Nuclear Corporation подписали соглашение о совместной разработке реактора Hualong One.
В октябре 2014 года на Гонконгскую фондовую биржу вышла компания CGN Meiya Power Holdings, а в декабре 2014 года — компания CGN Power (в ходе первичного публичного предложения она собрала более 3 млрд долларов инвестиций). По состоянию на конец 2014 года CGN эксплуатировала следующие мощности: 8,3 гигаватт атомных станций, 4,7 гигаватт ветряных станций, 4 гигаватт гидроэлектростанций и 600 мегаватт солнечных станций. В октябре 2015 года в Лондоне была создана компания General Nuclear International. В январе 2016 года CGN Mining приобрела 20 % акций канадской компании Fission Uranium Corp. (разведка и добыча урана).
В апреле 2016 года Министерство юстиции США предъявило CGN обвинение в краже американских ядерных технологий и передаче некоторых ядерных технологий для военных целей Китая. В конце 2016 года мощность АЭС компании составляла 17,1 гигаватт, ВЭС — 9,1 гигаватт, СЭС — 1,7 гигаватт и ГЭС — 1,6 гигаватт.
В августе 2019 года Министерство торговли США внесло CGN и три её дочерние структуры в «чёрный список», запретив американским компаниям продавать им свою продукцию. По итогам 2021 года CGN Power поставила в энергосистему 201,15 млрд кВт-ч электроэнергии, что на 7,86 % больше по сравнению с предыдущим годом; доход компании достиг 80,68 млрд юаней (12,7 млрд долларов США), увеличившись на 14,3 % в годовом исчислении.
В марте 2023 года компания CGN Power ввела в эксплуатацию третий атомный энергоблок на АЭС Фанчэнган. В первом полугодии 2023 года выработка электроэнергии на 27 атомных энергоблоках компании CGN Power составила 105,9 млрд кВт-ч (+ 14,09 % по сравнению с аналогичным периодом 2022 года). По итогам 2023 года установленная мощность объектов экологически чистой энергетики CGN достигла 100 млн кВт; компания выработала 333,8 млрд кВт-ч электроэнергии, что на 23,4 млрд кВт-ч больше, чем в 2022 году.
В декабре 2024 года China General Nuclear Power Corporation через дочернюю компанию China Uranium Development приобрела долю Росатома в нескольких СП по добыче и переработке урана в Казахстане.

## Активы и операции
В состав China General Nuclear Power Group входят десятки дочерних структур, объединённых в несколько направлений (атомная энергетика, ядерное топливо, новая энергетика и финансовые услуги). Зарубежные офисы China General Nuclear Power Group расположены в Казахстане, Таиланде, Индонезии, Австралии, ЮАР, Великобритании, Чехии и Румынии.
Важное значение для China General Nuclear Power Group имеют строительство АЭС за рубежом и экспорт атомных реакторов собственного производства. По состоянию на 2014 год около 10 % от общего объёма продаж группы приходилось на зарубежные операции.

### Атомные электростанции
China General Nuclear Power Group через CGN Power Co. эксплуатирует следующие АЭС:
- АЭС Даявань (Шэньчжэнь, Гуандун)
- АЭС Линьао (Шэньчжэнь, Гуандун)
- АЭС Янцзян (Янцзян, Гуандун)
- АЭС Тайшань (Цзянмынь, Гуандун)
- АЭС Луфэн (Шаньвэй, Гуандун)
- АЭС Фанчэнган (Фанчэнган, Гуанси)
- АЭС Ниндэ (Ниндэ, Фуцзянь)
- АЭС Сяньнин (Сяньнин, Хубэй)
- АЭС Хунъяньхэ (Далянь, Ляонин)
- АЭС Линдун (Шуанъяшань, Хэйлунцзян)

АЭС Тайшань является совместным предприятием между CGN (70 %) и Électricité de France (30 %). Также China General Nuclear Power Group имеет инвестиции в АЭС Чернаводэ (Румыния), АЭС Хинкли-Пойнт и АЭС Сайзвел (Великобритания).

### Другие электростанции
CGN New Energy Holdings эксплуатирует ветряные, солнечные, водяные и газовые электростанции в 30 регионах Китая, а также в Монголии, Южной Корее, Малайзии, Сингапуре, Австралии, Бангладеш, Пакистане, ОАЭ, Египте, Великобритании и Швеции; также компания развивает производство водорода и комплексы накопления энергии. Дочерняя компания Edra Power Holdings (Куала-Лумпур) имеет газовые электростанции в Малайзии, Бангладеш и Египте. В Южной Корее CGN является акционером газовой электростанции в Йосу и нефтяной электростанции в Сосане, в Сингапуре — солнечной и биотопливной электростанции.

### Промышленные предприятия
В состав China General Nuclear Power Group входят урановые шахты в Гуандуне, Синьцзяне, Узбекистане, Казахстане и Намибии, а также совместное предприятие по производству ядерного топлива в Казахстане.

### Научные учреждения
В состав China General Nuclear Power Group входят Китайский исследовательский технологический институт ядерной энергетики (Пекин), Исследовательский технологический институт CGN (Шэньчжэнь) и Исследовательский институт ядерной энергетики (Сучжоу). Эти учреждения тесно сотрудничают с университетом Цинхуа, Шэньчжэньским университетом и Хунаньским технологическим институтом. Также CGN принадлежат плавучая ядерная энергетическая установка и малый модульный реактор, установленный на стационарной морской платформе.

### Дочерние компании
- CGN Power (ядерные энергетические активы)
  - China Nuclear Power Operations (управление АЭС)
  - China Nuclear Power Engineering (проектирование АЭС)
  - China Nuclear Power Design (проектирование АЭС)
  - Guangdong Nuclear Power Investment (инвестиции в ядерную энергетику)

- CGN Uranium Resources (добыча и переработка урана)
  - CGN Mining (разведка и добыча урана)
  - CGN Uranium Sysco (разведка и добыча урана)

- CGN Nuclear Technology Application (ядерные технологии)
  - CGN Services Group
  - CGN Energy Conservation Industry Development
  - CGN Advanced Materials Group
  - CGN Europe Energy

- CGN New Energy Holdings (неядерные энергетические активы)
  - CGN Wind Energy (ветроэнергетика)
  - CGN Solar Energy Development (солнечная энергетика)
  - CGN Energy Service (энергосбережение и сокращение выбросов)
  - CGN Energy International Holdings (зарубежные операции)

- CGN Capital Holdings (финансовые услуги)
  - CGN Investment (Hong Kong)
  - CGN Finance
  - CGN Private Equity Fund Management
  - CGN Industrial Investment Fund Management
  - CGN Carbon Assets Management
  - CGN Huasheng Investment
  - CGN Insurance Broking
  - CGN Captive Insurance
  - CGN International Financial Leasing
  - CGN Financial Exchange

- China Techenergy (информационные технологии)[42]

Компания Hualong International Nuclear Power Technology, которая занимается разработкой и производством реакторов, является совместным предприятием CGN и China National Nuclear Corporation.